# Cordun (gmina)
Cordun – gmina w Rumunii, w okręgu Neamț. Obejmuje miejscowości Cordun, Pildești i Simionești. W 2011 roku liczyła 6333 mieszkańców.